# Stade Jules Georges
Stade Jules Georges (do 1986 roku Stade Vélodrome Oscar Flèche, znany również jako Stade Vélodrome de Rocourt) – nieistniejący już wielofunkcyjny stadion w Liège (w dzielnicy Rocourt), w Belgii. Istniał w latach 1921–1997. Mógł pomieścić 40 000 widzów. Swoje spotkania rozgrywali na nim piłkarze klubu RFC Liège. Poza boiskiem piłkarskim obiekt posiadał również bieżnię lekkoatletyczną i tor kolarski.

## Historia
23 stycznia 1919 roku Oscar Flèche, dyrektor lokalnego przedsiębiorstwa wydobycia węgla kamiennego, został członkiem zarządu klubu piłkarskiego FC Liégeois. Wkrótce stał się on propagatorem powstania nowego stadionu dla klubu (mającego wówczas swoje boisko w Angleur). Dzięki jego zaangażowaniu udało się doprowadzić do realizacji przedsięwzięcia. 11 maja 1920 roku powołano do życia komitet na rzecz budowy stadionu. 12 ha terenu zakupiono w Rocourt, na przedmieściach Liège. Otwarcie nowego stadionu miało miejsce 28 sierpnia 1921 roku, a na inaugurację rozegrano dwa mecze piłkarskie, FC Liégeois – Olympique Lillois (2:3) i Standard Liège – Union Saint-Gilloise (1:2). Nowy obiekt oprócz boiska posiadał również bieżnię lekkoatletyczną i otaczający ją tor kolarski, a trybuny areny mogły pomieścić wówczas 30 000 widzów. Stadionowi nadano pierwotnie imię zasłużonego dla jego budowy Oscara Flèche'a („Stade Vélodrome Oscar Flèche”). W 1921 roku FC Liégeois otrzymał również przedrostek „Royal” („Królewski”), nadany mu przez Alberta I. Stadion stał się własnością klubu 31 grudnia 1937 roku.
RFC Liège był bardzo popularny i nawet podczas II wojny światowej klub notował wysokie frekwencje na stadionie. Po wojnie obiekt rozbudowano i w 1950 roku jego pojemność osiągnęła 40 000 widzów. W latach 1952 i 1953 klub świętował zdobycie czwartego i piątego mistrzostwa Belgii. 10 listopada 1956 roku, podczas meczu towarzyskiego z MTK Budapeszt, zainaugurowano na stadionie sztuczne oświetlenie. 23 sierpnia 1967 roku, na 75-lecie klubu, zainaugurowano podczas meczu towarzyskiego z Ajaxem Amsterdam (0:1) nową trybunę z miejscami siedzącymi. W 1972 roku zmodernizowano oświetlenie stadionu, które ponownie zainaugurowano 19 sierpnia 1972 roku. Jego natężenie wynosiło 1750 luksów, wówczas najwięcej w całym kraju. W 1986 roku zmieniono patrona stadionu, nazywając go imieniem byłego prezesa RFC Liège, Julesa Georgesa („Stade Jules Georges”). Ostatnie prace remontowe na obiekcie miały miejsce w latach 1986–1992. 26 listopada 1994 roku rozegrano na stadionie ostatnie spotkanie (RFC Liège – Cercle Brugge 0:0). W styczniu 1995 roku obiekt uznano za niezgodny ze współczesnymi standardami. W lutym 1997 roku przystąpiono do jego rozbiórki. Pod koniec istnienia obiektu jego pojemność ze względów bezpieczeństwa ograniczona była do 25 000 widzów. Stadion nadal posiadał bieżnię lekkoatletyczną i otaczający ją tor kolarski, za którym z trzech stron usytuowane były trybuny (nie było ich jedynie za jednym z łuków, gdzie mieściła się tylko nieduża loża biznesowa). W miejscu zlikwidowanego stadionu wybudowano następnie duży kompleks kinowy sieci Kinepolis. Pozbawiona swojego obiektu drużyna RFC Liège przez dwie dekady rozgrywała swoje spotkania na różnych boiskach, m.in. w Tilleur, Seraing i Ans, by w 2015 roku powrócić do Rocourt na swój nowo wybudowany stadion („Stade de Rocourt”).
Poza spotkaniami piłkarskimi obiekt gościł również inne wydarzenia, m.in. czterokrotnie rozgrywano na nim mistrzostwa świata w kolarstwie torowym (w latach 1950, 1957, 1963 i 1975), odbywały się na nim również finisze wyścigu kolarskiego Liège-Bastogne-Liège. Oficjalnie rekord frekwencji stadionu osiągnięty został 1 listopada 1954 roku podczas meczu towarzyskiego gospodarzy ze Spartakiem Moskwa (2:5) i wynosi 47 000 widzów, nieoficjalnie przy kilku innych okazjach liczba widzów na stadionie sięgnęła 50 000.